# 愛媛県道343号予子林大谷線
愛媛県道343号予子林大谷線 （えひめけんどう343ごう よこばやしおおたにせん）は、愛媛県大洲市を通る一般県道である。

## 概要
大洲市肱川町予子林から大洲市肱川町大谷に至る。

### 路線データ
- 起点：大洲市肱川町予子林（愛媛県道32号肱川公園線交点）
- 終点：大洲市肱川町大谷（愛媛県道308号蔵川大谷線交点）

## 路線状況

### 道路施設

#### 橋梁
- 鹿野川湖大橋（肱川、大洲市）
- 大谷橋（大洲市）

## 地理

### 通過する自治体
- 大洲市

### 交差する道路
| 交差する道路            | 交差する場所 | 交差する場所 |
| ----------------------- | ------------ | ------------ |
| 愛媛県道32号肱川公園線  | 肱川町予子林 | 起点         |
| 国道197号               | 肱川町大谷   | [ 注釈 1 ]   |
| 愛媛県道308号蔵川大谷線 | 肱川町大谷   | 終点         |

### 沿線
- 予子林郵便局
- 肱川